# Зунхебото (округ)
Зунхебото (англ. Zunheboto) — округ в индийском штате Нагаленд. Административный центр — город Зунхебото. Площадь округа — 1255 км². По данным всеиндийской переписи 2001 года население округа составляло 154 909 человек. Уровень грамотности взрослого населения составлял 69,3 %, что выше среднеиндийского уровня (59,5 %). Доля городского населения составляла 15 %. В деревне Лумами расположен кампус Университета Нагаленда.